# Fondation Carmignac
Pour les articles homonymes, voir Carmignac (homonymie).
La Fondation Carmignac est une fondation d’entreprise axée sur la gestion d'une collection d'art contemporain, et celle d'un prix de photojournalisme.
Elle a été créée en 2000 par Édouard Carmignac, président de la société de gestion d’actifs Carmignac Gestion.

## Activité
La Fondation s’articule autour de deux axes :
- la collection d’entreprise qui comprend plus de 300 œuvres d’art contemporain.
- le Prix Carmignac du photojournalisme, remis annuellement, qui permet à un journaliste-lauréat de réaliser un reportage d'investigation avec le soutien de la Fondation.

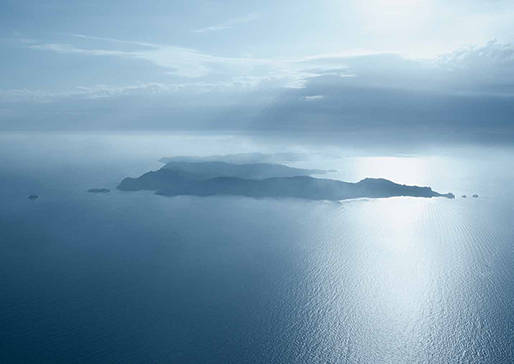
Île de Porquerolles.

En 2018, un lieu d'exposition accessible au public, la Villa Carmignac, a été créé sur le site de Porquerolles afin d'y exposer la collection et organiser des actions culturelles et artistiques.

### Collection Carmignac
Constituée initialement autour du pop art, la collection  compte plus de 300 œuvres des XXe et XXIe siècles, dont des pièces d’Andy Warhol, Roy Lichtenstein, Keith Haring, Jean-Michel Basquiat, Gerhard Richter, Andreas Gursky, Martial Raysse, Zhang Huan, Korakrit Arunanondchaï, Richard Prince ou Sterling Ruby.

### Prix Carmignac du photojournalisme
Créé en 2009, le Prix Carmignac du photojournalisme a pour objectif de soutenir chaque année la production d’un reportage d’investigation photographique sur une région du monde où les droits fondamentaux sont menacés.
Doté d’une bourse de terrain de 50 000 euros, il permet au journaliste-lauréat de réaliser son reportage avec le soutien de la Fondation qui organise, à son retour, une exposition itinérante et l’édition d’un livre monographique.
En 2016, le septième lauréat, le photojournaliste Narciso Contreras, revient avec les premières preuves d’esclavage en Libye,,.
Les lauréats sont : 
- 2009 : Kai Wiedenhöfer, , Gaza : The Book of Destruction
- 2010 : Massimo Berruti (it), , Pachtounistan : Lashkars
- 2011 : Robin Hammond, , Zimbabwe : Your wounds will be named silence
- 2012 : Davide Monteleone (en), , Tchétchénie : Spasibo
- 2013 : Newsha Tavakolian, , Iran : Blank Pages of an Iranian Photo Album
- 2014 : Christophe Gin, , Guyane : Colonie
- 2015 : Narciso Contreras, , Libye : plaque tournante du trafic humain
- 2016 : Lizzie Sadin, , Le piège - traite des femmes au Népal
- 2017 : Présidée par le climatologue Jean Jouzel, Prix Vetlesen 2012 et colauréat du Prix Nobel de la Paix en 2007, la 9e édition du Prix Carmignac est consacrée à l’Arctique.

### Mécénat
La Fondation soutient ponctuellement des actions en faveur de la création contemporaine.
Ainsi, en 2009, la fondation est mécène de l’exposition « Primitive » d’Apichatpong Weerasethakul au Musée d'art moderne de la ville de Paris. En 2010, elle est le mécène exclusif de la rétrospective consacrée à Jean-Michel Basquiat au même musée.

### Le site de Porquerolles
La Fondation s'implante au printemps 2018 sur l’île de Porquerolles (Var) au sein du parc national de Port-Cros.